# Emilia Topas-Bernsztajnowa
Emilia Topas-Bernsztajnowa, ps. „Marian Orlicz”, krypt. „B”, „e.t.b.”, „Emilia T.B.” (ur. ok. 1845 w Warszawie, zm. 2 marca 1921 w Tomaszowie Mazowieckim) – nauczycielka i działaczka społeczna, pisarka, korespondentka czasopism i autorka artykułów publicystycznych, właścicielka księgarni w Tomaszowie Mazowieckim. Autorka pierwszej (niewydanej) monografii Tomaszowa Mazowieckiego.

## Stosunki rodzinne
Była córką Joachima Selmana i Salomei z Gruszkowskich. Nosiła żydowskie imię Minna. Otrzymała staranne wykształcenie. Wyszła za mąż za nieznanego z imienia Topasa (prawdopodobnie za Feliksa Topasa, zm. w roku 1881 w Warszawie). Była matką Jana Joachima Topasa (ur. 5 kwietnia 1873 w Warszawie), publicysty, dziennikarza, autora nowel i publikacji naukowych z zakresu historii sztuki. Po śmierci pierwszego męża poślubiła Icka Bernsteina (Bersztajna), ajenta tomaszowskiego (i zarazem nałogowego hazardzistę). W Warszawie i innych miastach Królestwa Polskiego pracowała w księgarstwie.

## Pobyt w Tomaszowie Mazowieckim
Około 1890 roku osiedliła się w Tomaszowie Rawskim (Mazowieckim). Tu ok. 1895 roku założyła księgarnię i bibliotekę prywatną dostępną dla ogółu mieszkańców. Promowała edukację i czytelnictwo. Bezrobotnym wypożyczała książki za darmo. Posiadała także pozycje książkowe zakazane przez cenzurę, które umiejętnie dystrybuowała tak w środowisku polskim, jak żydowskim.
Od chwili osiedlenia się w Tomaszowie Emilia Topas-Bernsztajnowa zainteresowała się historią i pięknem okolic. Pozostawiła opis miasta i okolic, uwydatniając m.in. piękno „Modrych Wód”, czyli Niebieskich Źródeł. Dostrzegała też biedę, analfabetyzm i zacofanie ubogiej ludności żydowskiej. W publikacjach przedstawiała najczęściej proletariat, głównie żydowski. W twórczości literackiej pokazywała, że zło rodzi kolejne zło. Szerzyła potrzebę czynienia dobra, niesienia pomocy ubogim, chorym i cierpiącym.
Czynnie działała w Towarzystwie Pomocy Ubogim. Organizowała kwesty i przedstawienia na rzecz potrzebujących. Była zwolenniczką asymilacji polsko-żydowskiej z zachowaniem rodzimej kultury i religii.
W Tomaszowie Mazowieckim mieszkała do roku 1914. Okres I wojny światowej spędziła w Paryżu. Pod koniec roku 1920 powróciła do Polski. Zmarła 2 marca 1921 roku w Tomaszowie Mazowieckim w wieku 76 lat.

## Twórczość i publikacje

### Książki
- Tragiczny etap, Warszawa-Piotrków 1901, Nakład i własność księgarni A. Pańskiego, s. 68. Dedykacja: „Synowi ukochanemu ten drobiazg poświęca / matka”. Spis treści: Na rozdrożu, s. 5–21; Orzeł, s. 25–32; Tragiczny etap, s. 35–41; Lena, s. 42–68.
- Z cichych dramatów, Łódź – Warszawa 1906, Nakład Ludwika Fiszera, 16o, s. 112. Dedykacja: „Moim drogim Janiowi i Jance”. Spis treści: Z cichych dramatów, s. 1–8; Orzeł, s. 9–16 (= Tragiczny etap, 1901, s. 25–32); Odwieczny kościółek. Obrazek z natury, s. 17–23; Lena, s. 24–44 (= Tragiczny etap, 1901, s. 42–68); Trzy wróżki. Fantazya, s. 45–50; Każdy sobie czyni. Bajka, s. 51–57; Suum cuique, s. 58–73; Bociany, s. 74–79; Z notatek degeneratów, s. 80–88; Fioraja. Z warszawskiego bruku, s. 89–99; Vanitas vanitatis, s. 100–104; Białe róże – smutne róże, s. 105–112.
- Z nizin, Warszawa – Lwów 1909 (Nowości Literackie, t. 17), Księgarnia St. Sadowskiego, 16o, s. 106. Na wkładce portret autorki. Dedykacja: „Dalekim przestrzenią a blizkim mi sercu poświęcam”. Spis treści: „Wesiele”. Obrazek z życia, s. 1–28; W rekruty (Akwatynta), s. 29–41; Jak to Michałkę złe opętało. Obrazek mazurski, s. 42–53; Gdzież jest radość, gdzie ostoja na burzliwym świecie?, s. 54–64; Pietrek (obrazek z warszawskiego bruku), s. 65–69; Krwawy posiew, s. 70–74; Z cyklu: „Bohemia”, s. 75–78 [tekst napisany w Paryżu, we wrześniu 1907 r.]; Ulina, s. 79–83; Na rozdrożu, s. 84–95; Zapoznany, s. 96–106.
- Matka, dramat wystawiony w Tomaszowie Maz. w sali Neufelda (1911) i w Łodzi w Łódzkim Teatrze Żydowskim J.G. Zandberga (1912).
- Bez kompromisów, sztuka wystawiona w Łódzkim Teatrze Żydowskim J.G. Zandberga (1912).
- Monografia miasta fabrycznego [Tomaszowa], publikacja niewydana (ukończona ok. 1912 r.) – W 1913 roku tłumaczka Stefania Goldenring przygotowywała niemiecką edycję tej monografii.
- Autodafe – w cichym domku, wyd. pod pseudonimem Marian Orlicz (b. m. 1916).

### Niektóre artykuły
- Tomaszów Rawski, miasto fabryczne, „Ateneum” 92, 1898, t. 4, z. 1, s. 115–132
- Nowy Rok, „Kurier Tomaszowski” 1921, R. 1, nr 1, s. 3.